# Duvivieria
Duvivieria là một chi bọ cánh cứng trong họ Chrysomelidae.
Chi này được miêu tả khoa học năm 1903 bởi Weise.

## Các loài
Các loài trong chi này gồm:
- Duvivieria africana (Duvivier, 1892)
- Duvivieria apicitarsis (Weise, 1903)
- Duvivieria paradoxa (Dalman, 1823)
- Duvivieria subsulcata Weise, 1903